# Reichsbahndirektion Augsburg

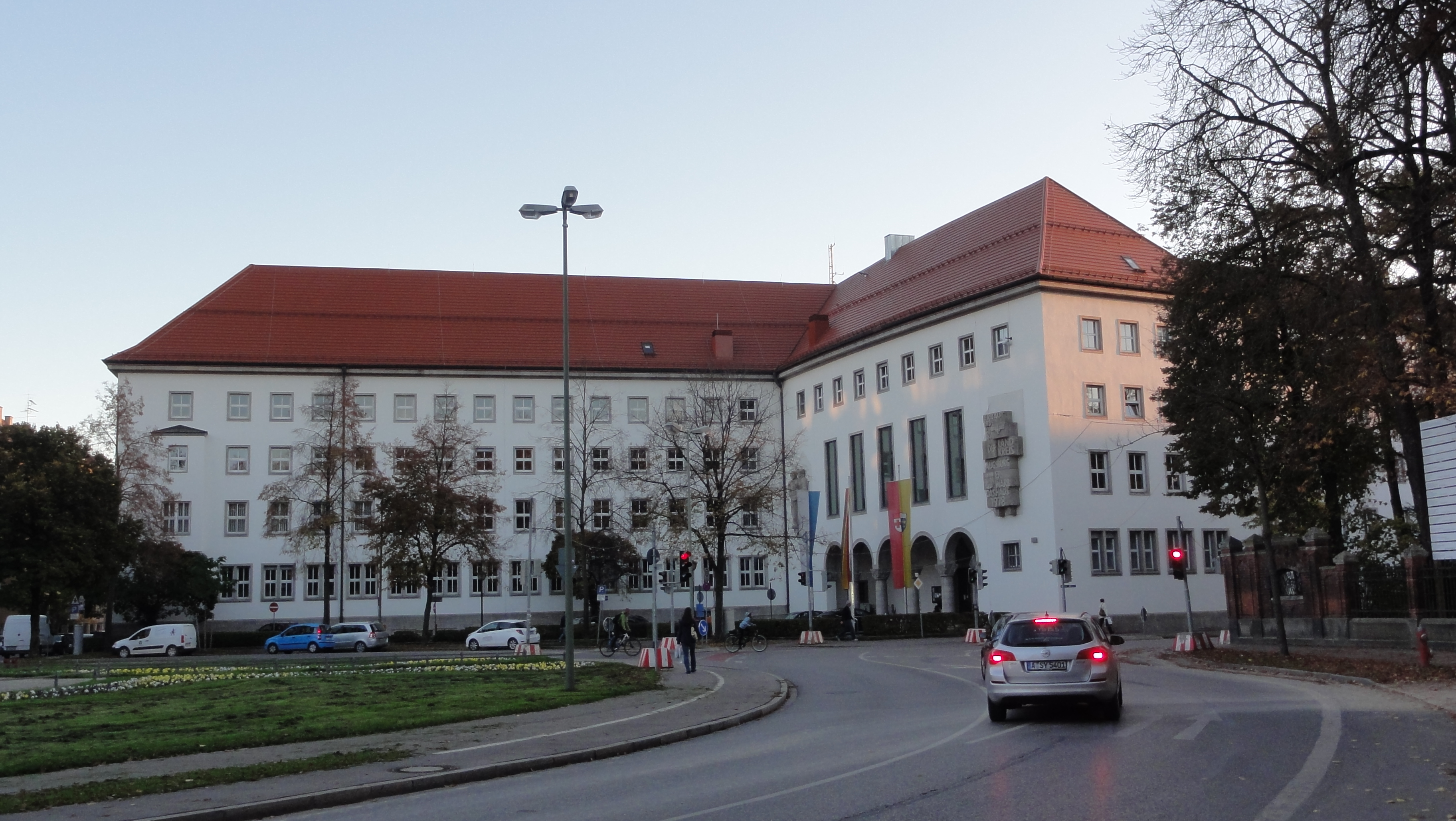
Blick auf das ehemalige Verwaltungsgebäude der Reichs- bzw. Bundesbahndirektion Augsburg (seit 1978 Landratsamt)

Die Reichsbahndirektion Augsburg war eine Verwaltungsbehörde der Deutschen Reichsbahn. Von 1920 bis 1933 war sie der Gruppenverwaltung Bayern unterstellt. Bis 1922 führte die Direktion noch den Namen Eisenbahndirektion Augsburg, den sie 1907 bei ihrer Gründung infolge einer Neuorganisation der Bayerischen Staatsbahnen erhalten hatte. Mit Gründung der Deutschen Bundesbahn im Jahre 1949 erfolgte die Umbenennung in Bundesbahndirektion Augsburg. Am 1. Mai 1971 erfolgte schließlich die Auflösung der Bundesbahndirektion Augsburg und das Direktionsgebiet wurde weitgehend der Bundesbahndirektion München zugeordnet.

## Geschichte
Bereits mit Gründung der damaligen Generalverwaltung der Königlichen Eisenbahnen, einem Vorläufer der Königlich Bayerischen Staatsbahnen, hatte Augsburg ein Bahnamt erhalten. 1851 wurde dieses zum Oberpost- und Bahnamt und 1876 zum Oberpost- und Oberbahnamt. Im Zuge der Trennung der Eisenbahn- und Postverwaltung in Bayern wurde das Oberbahnamt 1886 selbständig und vom Oberpostamt getrennt. 1901 wurden die Oberbahnämter in Bayern in Eisenbahnbetriebsdirektionen umbenannt. 1907 führte Verkehrsminister Heinrich von Frauendorfer eine Neuorganisation durch, bei der die bisher eigenständige Generaldirektion der Staatsbahnen in das bayerische Verkehrsministerium integriert wurde und die bislang zehn Eisenbahnbetriebsdirektionen zu fünf Eisenbahndirektionen zusammengefasst wurden. Aus den bisherigen Betriebsdirektionen Kempten und Augsburg sowie Teilen der Betriebsdirektion Ingolstadt wurde zum 1. April 1907 die neue Eisenbahndirektion Augsburg gebildet.
Mit dem Übergang der Länderbahnen an das Reich im Jahr 1920 kam auch die Eisenbahndirektion Augsburg zu der zunächst als Deutsche Reichseisenbahnen bezeichneten neuen Staatsbahn, die ab 1921 als Deutsche Reichsbahn firmierte. 1922 vereinheitlichte die Reichsbahn die Bezeichnung ihrer bisherigen Eisenbahn- oder Generaldirektionen in Reichsbahndirektion. Im Laufe der 1920er Jahre folgte die Einführung der reichsweit einheitlichen Ämterstruktur, ab 1. April 1927 gab es auch in der Reichsbahnsirektion Augsburg statt der bisherigen Inspektionen neue Reichsbahnämter.
1930 löste die Reichsbahn die Reichsbahndirektion Würzburg auf. Zum 1. April diesen Jahres übernahm die Direktion Augsburg aus Würzburg die Strecken des Betriebsamts Nördlingen mitsamt dem Bahnbetriebswerk Nördlingen. Nach der Übernahme der Lokalbahn Aktien-Gesellschaft durch die Reichsbahn gingen formell zum 1. August 1938 deren Nebenbahnen in Schwaben an die Direktion Augsburg über. Dazu zählten die Bahnstrecke Sonthofen–Oberstdorf, die Bahnstrecke Marktoberdorf–Füssen und die Bahnstrecke Türkheim–Bad Wörishofen, letztere insofern eine Besonderheit, da sie 1896 die erste elektrifizierte Bahnstrecke Bayerns gewesen war. Der elektrische Betrieb musste jedoch nach Ausbruch des Zweiten Weltkriegs, gut ein Jahr nach Übernahme durch die Reichsbahn, eingestellt werden, da die Oberleitung angeblich den Flugbetrieb auf dem benachbarten Flugplatz der Luftwaffe störte.
Nach dem „Anschluss“ Österreichs im März 1938 wurden auch die Bundesbahnen Österreich (BBÖ) von der Reichsbahn übernommen und die dortige Organisationsstruktur schrittweise angepasst. Die bisherige Bundesbahndirektion Innsbruck wurde bereits im Juli 1938 aufgelöst und ihr Streckennetz in Vorarlberg und Tirol westlich von Innsbruck durch die Reichsbahndirektion Augsburg übernommen, der östliche Teil einschließlich Innsbruck fiel an die Reichsbahndirektion München. Damit kamen auch die Bahnbetriebswerke in Bregenz, Bludenz, Feldkirch und Landeck sowie die Arlbergbahn zur Direktion Augsburg. Mit der Bregenzerwaldbahn gehörte vorübergehend auch eine Schmalspurbahn dazu. 
Mit dem Ende des Krieges und der alliierten Besetzung musste die Direktion Augsburg im Mai 1945 ihre Strecken in Vorarlberg und Tirol wieder abgeben. Das verbliebene Gebiet der Reichsbahndirektion Augsburg lag nun in der Amerikanischen Besatzungszone. Da jedoch der Landkreis Lindau ab August 1945 gemäß Zonenprotokoll der Französischen Besatzungszone zugeordnet wurde, musste die Augsburger Direktion die dortigen Strecken einschließlich des Bahnbetriebswerks Lindau an die Reichsbahndirektion Karlsruhe abgeben, die ab 1947 Teil der Betriebsvereinigung der Südwestdeutschen Eisenbahnen (SWDE) war. Nach Gründung der Deutschen Bundesbahn wurden diese Änderungen schließlich zum 1. Januar 1953 wieder rückgängig gemacht.
1970 beschloss die Bundesregierung eine Verwaltungsreform der Deutschen Bundesbahn. Von den bislang 16 Bundesbahndirektionen blieben zehn bestehen, die Direktionen Augsburg, Kassel, Mainz, Münster, Regensburg und Wuppertal wurden schrittweise aufgelöst und ihr Bereich auf die benachbarten Direktionen aufgeteilt. Zum 1. Mai 1971 endete daher auch die Selbständigkeit der Bundesbahndirektion Augsburg. Ihr Gebiet fiel vollständig an die Bundesbahndirektion München.

## Zuständigkeit

Zuständigkeitsgebiet der RBD Augsburg 1927

Die Reichs- bzw. Bundesbahndirektion Augsburg war für den Bau und Betrieb aller staatlichen Haupt- und Nebenbahnen im Regierungsbezirk Schwaben sowie einiger Bahnstrecken östlich von Augsburg im Regierungsbezirk Oberbayern zuständig. Ihr unterstellt waren die im Direktionsgebiet befindlichen Betriebs-, Maschinen- sowie Verkehrsämter. Darüber hinaus verwaltete die Direktion bis 1962 auch einen Teil der Bodenseeschifffahrt.
Zum 1. Januar 1963 waren der Bundesbahndirektion Augsburg insgesamt sechs Betriebsämter, zwei Maschinenämter sowie zwei Verkehrsämter unterstellt. Des Weiteren fielen 358 Bahnhöfe, Haltepunkte und Haltestellen in den Zuständigkeitsbereich der Behörde. Die Streckenlänge der Haupt- und Nebenbahnen umfasste 1.410 Kilometer. Darüber hinaus befanden sich 990 Brückenbauwerke, 4.660 Weichen und 320 Stellwerke innerhalb der Direktionsgrenzen.

## Strecken und Bahnbetriebswerke

### Hauptbahnen
Im Direktionsgebiet verliefen mehrere wichtige Hauptbahnen mit einer Streckenlänge von rund 860 Kilometern im Jahre 1963. Von zentraler Bedeutung waren die Ludwig-Süd-Nord-Bahn (Treuchtlingen – Donauwörth – Augsburg – Buchloe – Kempten – Lindau) und die Maximiliansbahn (Ulm – Augsburg – München). Des Weiteren verwaltete die Direktion die Paartalbahn von Augsburg nach Ingolstadt, die Illertalbahn von Neu-Ulm über Memmingen nach Kempten, die Donautalbahn von Neuoffingen über Donauwörth nach Ingolstadt sowie die Mittelschwabenachse von München über Buchloe nach Memmingen.

### Nebenbahnen
Innerhalb der Direktionsgrenzen gab es zudem eine Vielzahl von Nebenstrecken. 1963 umfasste das Nebenbahnnetz eine Länge von rund 550 Kilometer. Typisch waren insbesondere von Hauptbahnen abzweigende Stichbahnen mit einer Länge von 5 bis 10 Kilometern. Dazu zählten beispielsweise die Bahnstrecken Senden – Weißenhorn, Kellmünz – Babenhausen oder Fünfstetten – Monheim. Nur wenige Nebenbahnen wie etwa die Bahnstrecken Günzburg – Mindelheim und Gessertshausen – Türkheim schlossen an beiden Streckenenden an Hauptbahnen an. 

### Bahnbetriebswerke
In der Reichsbahn- und Bundesbahnzeit waren der Direktion in Augsburg insgesamt acht Bahnbetriebswerke unterstellt:
- Bw Augsburg
- Bw Nördlingen
- Bw Neu-Ulm
- Bw Buchloe
- Bw Kempten
- Bw Schongau
- Bw Oberstdorf
- Bw Lindau

### Bodenseeschifffahrt
Die Reichsbahndirektion Augsburg war auch zuständig für die in Lindau stationierten Schiffe der Deutschen Reichsbahn. Nach dem Anschluss Österreichs wurde die in Bregenz stationierte österreichische Flotte dem Schifffahrtsamt Lindau unterstellt. Dr.-Ing. Alfred Otter, Dezernent und amtierender Abteilungsleiter bei der RBD Augsburg, führte im November 1944 und April 1945 geheime Verhandlungen mit Schweizer Behörden zur Rettung der Lindauer Flotte.

## Direktionsgebäude
Der Sitz der Reichs- bzw. Bundesbahndirektion befand sich in einem zwischen 1938 und 1939 errichteten Verwaltungsgebäude am Prinzregentenplatz unweit des Augsburger Hauptbahnhofes. Im Jahre 1978 kaufte der Landkreis Augsburg das ehemalige Direktionsgebäude am Prinzregentenplatz und richtete dort den Sitz des Landratsamtes ein. Zuvor hatte es seit 1973 als Bundesbahnschule gedient.

## Präsidenten
Im Zeitraum zwischen dem Übergang von den Bayerischen Staatseisenbahnen auf die Deutsche Reichsbahn 1920 und dem Übergang auf die Deutsche Bundesbahn 1949 amtierten die folgenden Präsidenten der Reichsbahndirektion Augsburg:
- 1. Januar 1908 bis März 1924: Vitus Ritter von Hertel
- 1. Oktober 1924 bis 31. Januar 1933: Karl Wilhelm List (bereits ab 1. April 1924 mit der Leitung beauftragt)
- 1. Februar 1933 bis 1. Mai 1946: Otto Hellmann
- 1. Mai 1946 bis 6. September 1949: Karl Betzel (Präsident der Bundesbahndirektion Augsburg bis 31. Mai 1967)

Folgenden Präsidenten amtierten in der Bundesbahndirektion Augsburg:
- 7. September 1949 bis 31. Mai 1967: Karl Betzel
- Walter Bertram, übergangsweise als Vizepräsident tätig
- Arthur Beck, übergangsweise als Vizepräsident tätig
- Adelbert Doll: bis zur Auflösung am 31. Mai 1971

## Personalstamm
Insgesamt waren am 1. Januar 1963 bei der Bundesbahndirektion Augsburg 12.700 Mitarbeiter beschäftigt. Den größten Anteil mit etwa 7.000 Mitarbeitern bildeten daran die Beamten und Angestellten. Zudem gab es rund 3.000 Hilfs- und Schreibkräfte sowie Betriebsarbeiter. 1.700 Bauarbeiter kümmerten sich um den Neubau und den Unterhalt von Bahnstrecken, Bahnhöfen und Bauwerken. Dienst in den Werkstätten und an den Starkstromanlagen taten etwa 800 Mann. Die kleinste Gruppe mit etwa 200 Mitarbeitern bildeten die Jungwerker, Lehrlinge und Praktikanten.

## Fahrzeugbestand
Zur Zeit der Reichsbahn verkehrten überwiegend Dampflokomotiven im Direktionsgebiet, seit Elektrifizierung der Hauptstrecken Anfang der 1930er Jahre auch Altbau-Eloks der Baureihen E 18, E 44 und E 94. Auf den Hauptstrecken waren die ehemalige S 3/6 (Baureihe 184), P 8 (Baureihe 3810–40) und P 10 (Baureihe 39) häufig anzutreffen. Später kamen noch Einheitsdampflokomotiven, wie etwa die Baureihe 50 oder die Baureihe 64, hinzu. Auf den Nebenbahnen wurden kleiner Dampflokomotiven (beispielsweise die Baureihen GtL 4/4 oder PtL 2/2) eingesetzt. Später verrichteten auch auf schwäbischen Nebenstrecken Einheitsdampflokomotiven, wie etwa die Baureihe 86, ihren Dienst.
Nach dem Zweiten Weltkrieg beschaffte die neu gegründete Deutsche Bundesbahn zunehmend Elektro- und Diesellokomotiven. Auch im Bezirk der Bundesbahndirektion Augsburg vollzog sich daraufhin die Abkehr von der Dampflokomotive. Am 1. Januar 1963 waren insgesamt 191 Dampflokomotiven, 64 Elektrolokomotiven und 22 Diesellokomotiven sowie 22 Diesel- und Akkutriebwagen im Fahrzeugbestand der Augsburger Direktion. Zudem waren der Dienststelle 583 Personenwagen und rund 296.000 Güterwagen zugeteilt. Zum 11. Dezember 1968 führte die BD noch 21 Dampflokomotiven der Baureihe 50 in ihrem Bestand. Diese letzten Dampflokomotiven der BD Augsburg blieben bis zum Januar 1969 im Plandienst. Vom Bw Augsburg wurden sie vor Zügen nach Buchloe und Landsberg/Lech eingesetzt, als Reserve gab es außerdem noch einige Lokomotiven im Bw Lindau. Drei Maschinen blieben schließlich bis Ende 1971 als Reserve in Augsburg; der Dampfbetrieb hatte damit knapp das Ende der eigenständigen Direktion in Augsburg überdauert.